# Ibrahima Fall (homme politique)
Pour les articles homonymes, voir Ibrahima Fall et Fall.
Ibrahima Fall est un juriste et un homme politique sénégalais, plusieurs fois ministre, né en 1942 à Tivaouane, dans l'ouest du Sénégal.

## Biographie
Élève du lycée Faidherbe de Saint-Louis (lycée El Hadji Omar Foutiyou Tall) (1957-1963, il y obtient son brevet d’études en 1960 et son baccalauréat en 1963.
De 1963 à 1967, il obtient une licence en droit public à la faculté de droit et des sciences économiques (UCAD). En 1968, il est diplômé d'études supérieures de droit public de l'université de Paris I Panthéon-Sorbonne, en 1969 en science politique et en 1970 de l'Institut d'études politiques (Sciences Po) section relations internationales. 
Il passe en 1972 son doctorat d'État en droit public (université Paris-I-Panthéon-Sorbonne) et en 1974 son agrégation de droit public et science politique des universités françaises (Paris). 
Assistant de droit public à l'université d’Amiens (1969-1972), il est chargé d'enseignement à l'université Cheikh Anta Diop de Dakar (1972-1974), puis devient maitre de conférences agrégé à l'université Cheikh Anta Diop de Dakar) (1975–1978) avant de devenir professeur agrégé titulaire dans la même université (1978-2007). 
Doyen de la faculté des sciences juridiques et économiques UCAD (1975-1981), il est nommé ministre de l’Enseignement supérieur (1983-1984) puis ministre des Affaires étrangères (1984-1990).
Sous-secrétaire général aux droits de l’homme de l’ONU et directeur général adjoint de l’Office des Nations unies à Genève (Suisse) (1992-1997) puis sous-secrétaire général aux affaires politiques de l’ONU (New York – USA) chargé des affaires politiques africaines (1997-2002), et sous-secrétaire général et représentant spécial du secrétaire général de l’ONU pour la région des Grands Lacs (Nairobi) (2002-2007), il est envoyé spécial du président de la Commission de l’Union africaine pour la Guinée de 2008 à 2010.
En 1993, il participe à la Conférence mondiale sur les droits de l'homme à Vienne, où il donne un discours. 
Le 19 juillet 2002, l'ONU le nomme représentant spécial pour la région des Grands Lacset sous-secrétaire général aux affaires politiques.
Ibrahima Fall a participé à l'élaboration de la Charte africaine des droits de l'homme et des peuples de l'OUA. Il est membre fondateur et président honoraire de l’Association sénégalaise de l’Unité africaine, également consultant pour des ONG internationale.
En 2011, Ibrahima Fall se déclare candidat à l'élection présidentielle sénégalaise de 2012. Il obtient la septième place avec 1,81 % des voix.
Il est marié et père de cinq enfants.

## Publications scientifiques (extrait)
- La réforme constitutionnelle du 22 février 1970 au Sénégal
- Droit constitutionnel et authenticité : Le serment du Président de la République
- Sous-développement et démocratie multipartisane : l’expérience du Sénégal
- Le rôle des partis politiques dans l’élaboration et la diffusion du droit en Afrique
- Droit international public et Relations internationales
- Contribution à l’étude du droit des peuples à disposer d’eux-mêmes en Afrique
- La reconnaissance de la Guinée Bissau et le droit international
- Des structures nationales de mise en œuvre du processus d’intégration en Afrique
- L’intégration en Afrique de l’Ouest – Défis et perspectives
- Des principes et modalités pratiques d’une mise en œuvre coordonnée de l’action des organisations internationales en matière de prévention des conflits
- Démocratie et développement dans la politique africaine de François Mitterrand

## Distinctions académiques honorifiques
- Docteur honoris causa de l’université de Picardie (France)
- Docteur honoris causa de l’université de Fort Hare (Afrique du Sud)

## Divers
- Corédacteur du projet de charte africaine des droits de l’Homme et des peuples
- Coauteur de l’hymne de l’OUA
- Coordonnateur et porte-parole de l’Afrique à la session spéciale de l’ONU consacrée à la situation économique critique de l’Afrique (1986)
- Coordonnateur du projet de rapport du secrétaire général de l’ONU sur les causes des conflits et la promotion d’une paix et d’un développement durables en Afrique
- Secrétaire général de la Conférence mondiale sur les droits de l’homme (Vienne 1993)
- Président honoraire de l’Académie internationale de droit constitutionnel